# تيلور غريفين
تيلور غريفين (بالإنجليزية: Taylor Griffin)‏ مواليد 18 أبريل 1986 في أوكلاهوما سيتي، هو لاعب كرة سلة محترف أمريكي بدأ مسيرته الاحترافية في سنة 2009 حيث تم اختياره من قبل فريق فينيكس صنز خلال الدرافت. يبلغ طوله 6 قدم 8 بوصة (2.0 م).

## إحصائيات المسيرة

### إن بي إيه

#### الموسم الاعتيادي
| السنة   | الفريق     | لعب | بدأ | دقيقة | ميداني% | ثلاثية | حرة  | ارتداد | صنع | استلاب | تصدي | نقطة |
| ------- | ---------- | --- | --- | ----- | ------- | ------ | ---- | ------ | --- | ------ | ---- | ---- |
| 2009–10 | فينيكس صنز | 8   | 0   | 4.0   | .400    | .000   | .500 | .3     | .1  | .0     | .3   | 1.3  |
| المسيرة |            | 8   | 0   | 4.0   | .400    | .000   | .500 | .3     | .1  | .0     | .3   | 1.3  |

## روابط خارجية
- تيلور غريفين على موقع إن بي أي (الإنجليزية)
- تيلور غريفين على موقع سبورتس رفرنس (الإنجليزية)
- تيلور غريفين على موقع كرة السلة الأوروبية.كوم (الإنجليزية)
- تيلور غريفين على موقع كلية كرة السلة في سبورتس رفرنس.كوم (الإنجليزية)
- تيلور غريفين على موقع ريلجم (الإنجليزية)
- تيلور غريفين على موقع بروبوليرز (الإنجليزية)
- تيلور غريفين على موقع سبورتس رفرنس (الإنجليزية)